# Studio X-Gene
Studio X-Gene ist ein taiwanisches Designstudio mit Hauptsitz in Taoyuan, Republik China (Taiwan).

## Fahrzeugstudien
Das Unternehmen präsentierte 2005 auf der Shanghai Auto Show die Konzeptstudie X-Coupé.
In Zusammenarbeit mit Altair Engineering entstand der Prototyp Avant GT, eine fünftürige Schräghecklimousine der Kompaktklasse mit Elektroantrieb, die auf der Auto Shanghai im Jahre 2011 präsentiert wurde.
Die Acer-Tochtergesellschaft MPS Energy und Studio X-Gene präsentierten im Jahr 2015 auf der eCarTec in München ein Quad namens X Terran mit Elektroantrieb. Dieses Fahrzeug mit 8,7 kWh wurde mit dem eCarTec-Award ausgezeichnet.
Auch im Kontext des 2018 präsentierten Hybrid-Prototypen X1 von Soueast wird Studio X-Gene genannt.